# Milon Ier de Chevreuse
Milon Ier est un seigneur de Chevreuse et de Montlhéry né autour de l'an Mil et mort après 1057.
C'est le premier membre attesté des Milonides présents dans les vallées de Chevreuse et de Josas. Il est un des ancêtres de la maison de Montlhéry.

## Biographie
La famille de Milon qui apparait avec l’émergence de la seigneurie de Chevreuse renvoient à une famille connue, les Milonides. Ils apparaissent surtout à partir du Xe siècle, au nord de la province de Langres et en particulier à Tonnerre, on les voit aussi dans la province de Sens puis au sud de la province de Reims. Dans cette dernière région, à Montfélix, Bazoches-sur-Vesles puis surtout à Châtillon-sur-Marne, où on relève aussi les anthroponymes Milon, Guy voire Hugues.
Milon Ier semble jouer un rôle de médiateur entre les comtes de Blois-Champagne et les Capétiens. Vers 1025, à la fin de la crise de succession champenoise, il joue le rôle d’intermédiaire entre le roi Robert II et le comte Eudes II au sujet de l’affaire de la restauration du royaume d’Italie.
Milon Ier est administrateur (viguier) du vicus de Chevreuse et de sa vallée. Il devait avoir un rôle équivalent dans la vallée de la Bièvre (pays de Josas). Après l'union avec les Montlhéry, le Hurepoix médiéval sera d'ailleurs composé de deux parties, le pays de Josas au nord-ouest, et le pays de Châtre/Arpajon qu'administrait les premiers seigneurs de Montlhéry.
La Continuation d’Aimoin, recopiée environ 175 ans après les événements, est peu fiable sur la descendance de Thibaud de Montlhéry. Pour faire la liaison avec Milon de Montlhéry, personnage attesté, les auteurs les plus sérieux le rapprochent du premier Milon de Chevreuse, faisant de ce dernier un gendre plausible de Thibaud.
Après 1031, il souscrit dans les chartes sous le nom de Milon de Montlhéry plutôt que Milon de Chevreuse. Ce qui signifie qu'il a alors acquis cette seigneurie.
A Épernay vers 1038 “Milonis de Monte Leutherio” souscrit une charte auprès du comtes de Troyes et de Blois pour des biens dans la province d’Amiens. Ce qui montre ici le maintien des bonnes relations avec cette famille comtale, peu après le décès d’Eudes II de Blois.
Dans les derniers actes où souscrit Milon (pour le prieuré de Saint-Vrain) apparaissent le nom de ses fils Guy puis Hugues.

## Mariage et enfants
Il épousa probablement une fille de Thibaud File Étoupe avec qui il eut :
- Gui Ier de Montlhéry ;
- Hugues de Châteaufort.

Il mourut après 1057 et son fils aîné Guy Ier hérita de l'essentiel de ses bénéfices. 